# Ainzón
Ainzón es un municipio de España, en la provincia de Zaragoza, Comunidad de Aragón y comarca del Campo de Borja. Tiene un área de 40,46 km² con una población de 1064 habitantes (INE, 2020) y una densidad de 28,08 hab/km².

## Historia
La historia documentada de Ainzón, inicia con Alfonso I el Batallador, en 1121. A finales del siglo XIV, la Villa se incorpora al patrimonio real por pertenecer al señorío de la Reina María de Luna. Posteriormente a comienzos del siglo XV pasara al señorío de Ruy Díaz de Mendoza a quien se la comprara el Real Monasterio de Santa María de Veruela en 1453. Desde ese momento y hasta 1835 la villa pertenecerá al señorío verolense. En 1712, Felipe V le otorga el título de Muy Leal, Muy Noble y Fidelísima Villa, por su participación en la defensa de Borja en la guerra de Sucesión. Existen varias casas palaciegas de los siglos XV y XVI, destacando la que perteneció a los abades de Veruela, señores del municipio.
En 1882 varios pueblos de la Comarca de Borja, formaron una comisión donde mandaron un informe a la Compañía de Ferrocarril Norte para intentar crear la línea de ferrocarril Borja-Cortes, que fue inaugurada el 27 de mayo de 1889.

## Demografía
Ainzón cuenta con una población de 1043 habitantes (INE 2024).
| Gráfica de evolución demográfica de Ainzón entre 1842 y 2021 |
| |
| Población de derecho según los censos de población del INE Población de hecho según los censos de población del INEEn este censo se denominaba Ainzón y Huechaseca: 1842 |

## Administración y política
| Período   | Alcalde                | Partido |
| --------- | ---------------------- | ------- |
| 1979-1983 | Miguel Tabuenca Sanz   | Ind.    |
| 1983-1987 | Enrique González Aznar | PSOE    |
| 1987-1991 | Enrique González Aznar | PSOE    |
| 1991-1995 | Enrique González Aznar | PSOE    |
| 1995-1999 | Enrique González Aznar | PSOE    |
| 1999-2003 | Enrique González Aznar | PSOE    |
| 2003-2007 |                        |         |
| 2007-2011 |                        |         |
| 2011-2015 | Miguel Royo Chamorro   | PSOE    |
| 2015-2019 | Javier Corella Merle   | PSOE    |

| Partido político    | Partido político                                   | 2003   | 2007   | 2011   | 2015   |
| Partido político    | Partido político                                   | Ediles | Ediles | Ediles | Ediles |
|                     | Partido de los Socialistas de Aragón (PSOE-Aragón) | 5      | 6      | 5      | 5      |
|                     | Partido Popular de Aragón (PP)                     | 3      | 3      | 4      | 4      |
|                     | Partido Aragonés (PAR)                             | 1      | —      | —      | —      |
| Total de concejales | Total de concejales                                | 9      | 9      | 9      | 9      |

## Patrimonio
- Iglesia parroquial de Nuestra Señora de la Piedad, de estilo barroco, se conservan unas pinturas sobre tablas atribuidas a Juan Fernández Rodríguez y una valiosa talla gótica de Santo Cristo, que junto a una imagen de la Virgen pertenecieron a un Calvario.
- Casonas del siglo XVI.
- Arco de San Antón.
- Restos del Castillo de Ainzón.

## Fiestas
- San Roque, el 15 de agosto.
- El Santo Cristo, el 14 de septiembre.

## Personas destacadas
Marcos Zapata. Poeta y dramaturgo